# 东梁乡
东梁乡，是中华人民共和国山西省阳泉市盂县下辖的一个乡镇级行政单位。

## 行政区划
东梁乡下辖以下地区：
东梁村、西梁村、南蒋村、北蒋村、温家山村、辛庄村、小湖村、河底村、阳坪望村、寺家坪村、岑峰村和石窑村。